# Dara Birnbaum
Pour les articles homonymes, voir Birnbaum.
Dara Birnbaum, née à New York le 29 juillet 1946, et morte le 2 mai 2025, est une artiste américaine, pionnière de l'art vidéo et de l'installation, dans une perspective féministe.

## Biographie
Dara Birnbaum est née le 29 juillet 1946 à New York. En 1969, elle obtient un Bachelor of Arts en architecture à l'Université Carnegie Mellon de Pittsburgh. Elle travaille pour un cabinet d'architecture à New York. Son travail alimente sa refléxion et l'amène à explorer la relation entre les sphères privée et publique dans la culture de masse. En 1973, Dara Birnbaum obtient un Bachelor of Fine Arts en peinture au San Francisco Art Institute. En 1975, elle s'installe à Florence pendant un an. Elle découvre l'art vidéo au Centro Diffusione Grafica, une galerie pionnière.
De retour à New York en 1976, Dan Graham lui présente Screen, revue britannique qui propose une analyse critique du cinéma grand public des années 1970. Dara Birnbaum s'intéresse à cette question dans une perspective féministe.
Au milieu des années 1970, Alan Sondheim (en) prête à Dara Birnbaum une caméra Portapak. Elle réalise ses premières œuvres vidéo expérimentales, telles que Control Piece et Mirroring. Elle explore le corps, sa représentation à travers l'utilisation de miroirs et les images projetées. Elle utilise le miroir dans ses œuvres vidéo jusqu'à la fin des années 1970. À travers la fragmentation et la répétition des conventions télévisuelles, elle utilise des images empruntées pour examiner les structures techniques et les gestes corporels du médium.
Ces explorations sont les bases de son œuvre la plus importante, l'œuvre d'art vidéo de 1978-1979 Technology/Transformation: Wonder Woman. Dans ce travail, elle utilise des images appropriées de Wonder Woman pour subvertir le discours idéologique et les significations intégrées dans la série télévisée. Elle utilise le personnage de Wonder Woman pour proposer une analyse et une réponse à la production télévisuelle.
En 1979, elle réalise des montages vidéo à partir de séquences détournées alors qu'elle travaille pour une société de post-production télévisée. En 1982, Dara Birnbaum créé PM Magazine / Acid Rock avec une vidéo détournée de l'émission télévisée nocturne PM Magazine et un extrait d'une publicité de Wang Computers. Elle en créé pour Documenta 7 une installation vidéo à quatre canaux, PM Magazine/Acid Rock. Cette installation aborde les thèmes du consumérisme, de la télévision et du féminisme à travers l'utilisation d'images pop et une version recomposée de L.A. Woman des Doors. En 1985, elle participe à la Biennale de Whitney en 1985.
Dans son travail vidéo monocanal de 1990, Cannon : Taking to the Street, elle traite de l'action politique à travers deux évènements dans la rue : le soulèvement de mai 1968 en France, et la marche Take Back the Night tenue à l'Université de Princeton en avril 1987.
Son installation vidéo à six canaux de 1994, Otage, a pour sujet l'enlèvement de Hanns-Martin Schleyer en 1977.
En 1984, elle expose quelques-unes de ses vidéos et installations au Consortium à Dijon.
Dara Birnbaum est installée et travaille à New York. Elle meurt le 2 mai 2025 à l’âge de 78 ans. 

## Vidéos
- Technologie/Transformation : Wonder Woman 1978-79, 5 min 50 s, couleur, son
- Kiss The Girls: Make Them Cry (1979), 6 min 50 s, couleur, son
- Local TV News Analysis (1980), 61 min 08 s, couleur, son
- Vidéo Pop-Pop (1980), 9 min, couleur, son
- Hôpital général/Patinage de vitesse féminin olympique (1980), 6 min, couleur, son
- Kojak/Wang (1980), 3 min, couleur, son
- Remy/Grand Central : Trains and Boats and Planes (1980), 4 min 18 s, couleur, son
- Feu! Hendrix (1982), 3 min 13 s, couleur, son
- PM Magazine/Acid Rock (1982), 4 min 09 s, couleur, son
- Damnation of Faust: Evocation (1983), 10 min 02 s, couleur, son
- Damnation of Faust: Will-o'-the-Wisp (A Deceitful Goal) (1985), 5 min 46 s, couleur, son
- Artbreak, MTV Networks, Inc. (1987), 30 s, couleur, son
- Damnation of Faust: Charming Landscape (1987), 6 min 30 s, couleur, son
- Canon: Taking to the Streets, Part One: Princeton University - Take Back the Night (1990), 10 min, couleur, son
- Transgressions (1992), 60 s, couleur, son[16]

## Prix
- Maya Deren Award, 1987
- Prix United States Artists Fellow, 2010
- Prix Anonymous Was A Woman, 2011